# Strage di Corrubbio
La strage di Corrubbio fu un evento accaduto poco prima della resa di Caserta verso la fine della seconda guerra mondiale, quando le truppe tedesche della Wehrmacht fecero saltare, il 25 aprile 1945, una polveriera sita nella collina di Sausto a Corrubbio, frazione di San Pietro in Cariano, al fine di coprirsi la fuga al sopraggiungere degli eserciti alleati.
Il bilancio dell'esplosione fu di 29 morti, 33 case distrutte, 91 lesionate. Anche la storica chiesa di San Martino riportò ingenti danni.